# 黃線緋鯉
黃線緋鯉，為輻鰭魚綱鱸形目鱸亞目鬚鯛科的其中一種，分布東太平洋的厄瓜多海域，體長可達20公分，為底棲性魚類，屬肉食性，可做為食用魚。